# Pseudophilautus hoipolloi
Philautus hoipolloi es una especie de rana que habita en Sri Lanka.